# Utah Mammoth
Utah Mammoth är en amerikansk ishockeyorganisation vars lag är baserat i Salt Lake City i Utah och har varit en medlemsorganisation i National Hockey League (NHL) sedan den 18 april 2024 när Ryan Smith och dennes Smith Entertainment Group (SEG) köpte Arizona Coyotes ishockeyverksamhet från Coyotes ägare Alex Meruelo. SEG betalade en miljard amerikanska dollar till Meruelo och 200 miljoner dollar i omlokaliseringsavgift till NHL. Arizona Coyotes historia, namn och lagfärger ingick dock inte i affären utan dessa ägs fortfarande av Meruelo. Ishockeyorganisationen meddelade att laget varken skulle ha ett lagnamn, lagfärger eller logotyp för debutsäsongen 2024/2025, utan det bestäms till säsongen därpå på grund av det var för kort tid tills nästa säsong startade. Den 13 juni offentliggjordes det att Utah Hockey Club skulle bli det temporära namnet under debutsäsongen. Den 7 maj 2025 blev det klart att ishockeyorganisationen skulle heta Utah Mammoth.
Hemmaarena för laget är Delta Center med en kapacitet på 14500 åskådare och som invigdes redan 1991.
Laget spelar i Central Division tillsammans med Chicago Blackhawks, Colorado Avalanche, Dallas Stars, Minnesota Wild, Nashville Predators, St. Louis Blues och Winnipeg Jets.

## Historik

### Stanley Cup-spel

#### 2020-talet
- 2025 – Missade slutspel.

## Nuvarande spelartrupp

### Spelartruppen 2025/2026
Senast uppdaterad: 17 juli 2025.

Alla spelare som har kontrakt med Utah Mammoth och har spelat för dem under aktuell säsong listas i spelartruppen. Spelarnas löner är i amerikanska dollar och är vad de skulle få ut om de vore i NHL-truppen under hela grundserien (oktober–april). Löner i kursiv stil är ej bekräftade.
| Målvakter                                                                                     | Målvakter | Målvakter          | Målvakter          | Målvakter   | Målvakter | Målvakter | Målvakter      | Målvakter                   | Målvakter | Målvakter |
| Nr                                                                                            |           | Namn               | Namn               | Lön 25/26   |           | Kontrakt  | Kom till laget | Kom ifrån                   |           |           |
| --------------------------------------------------------------------------------------------- | --------- | ------------------ | ------------------ | ----------- | --------- | --------- | -------------- | --------------------------- | --------- | --------- |
| 31                                                                                            | Kanada    | Matt Villalta      | Matt Villalta      | $775 000    | [ 11 ]    | 2026      | 2025           | Tucson Roadrunners          |           |           |
| 33                                                                                            | USA       | Jaxson Stauber     | Jaxson Stauber     | $775 000    | [ 12 ]    | 2027      | 2024           | Rockford Icehogs            |           |           |
| 34                                                                                            | Jamaica   | Anson Thornton     | Anson Thornton     | $775 000    | [ 13 ]    | 2026      | 2024           | Reading Royals              |           |           |
| 39                                                                                            | Kanada    | Connor Ingram      | Connor Ingram      | $2 150 000  | [ 14 ]    | 2026      | 2024           | Arizona Coyotes             |           |           |
| 70                                                                                            | Tjeckien  | Karel Vejmelka     | Karel Vejmelka     | $5 750 000  | [ 15 ]    | 2030      | 2024           | Arizona Coyotes             |           |           |
| --                                                                                            | Tjeckien  | Vítek Vaněček      | Vítek Vaněček      | $1 500 000  | [ 16 ]    | 2026      | 2025           | Florida Panthers            |           |           |
| Backar                                                                                        |           |                    |                    |             |           |           |                |                             |           |           |
| Nr                                                                                            |           | Namn               | Namn               | Lön 25/26   |           | Kontrakt  | Kom till laget | Kom ifrån                   |           |           |
| 2                                                                                             | Finland   | Olli Määttä        | Olli Määttä        | $3 500 000  | [ 17 ]    | 2028      | 2024           | Detroit Red Wings           |           |           |
| 4                                                                                             | Finland   | Juuso Välimäki     | Juuso Välimäki     | $2 000 000  | [ 18 ]    | 2026      | 2024           | Arizona Coyotes             |           |           |
| 6                                                                                             | USA       | John Marino        | John Marino        | $5 300 000  | [ 19 ]    | 2027      | 2024           | New Jersey Devils           |           |           |
| 10                                                                                            | Kanada    | Maveric Lamoureux  | Maveric Lamoureux  | $855 000    | [ 20 ]    | 2027      | 2024           | Tucson Roadrunners          |           |           |
| 28                                                                                            | USA       | Ian Cole           | Ian Cole           | $2 800 000  | [ 21 ]    | 2026      | 2024           | Vancouver Canucks           |           |           |
| 50                                                                                            | Kanada    | Sean Durzi         | Sean Durzi         | $5 600 000  | [ 22 ]    | 2028      | 2024           | Arizona Coyotes             |           |           |
| 55                                                                                            | Tyskland  | Maksymilian Szuber | Maksymilian Szuber | $860 000    | [ 23 ]    | 2026      | 2024           | Tucson Roadrunners          |           |           |
| 57                                                                                            | USA       | Nick DeSimone      | Nick DeSimone      | $800 000    | [ 24 ]    | 2026      | 2025           | Utica Comets                |           |           |
| 79                                                                                            | Kanada    | Montana Onyebuchi  | Montana Onyebuchi  | $775 000    | [ 25 ]    | 2027      | 2024           | Tucson Roadrunners          |           |           |
| 98                                                                                            | Ryssland  | Michail Sergatjov  | Michail Sergatjov  | $11 050 000 | [ 26 ]    | 2031      | 2024           | Tampa Bay Lightning         |           |           |
| --                                                                                            | Kanada    | Kevin Connauton    | Kevin Connauton    | $775 000    | [ 27 ]    | 2026      | 2024           | Ontario Reign               |           |           |
| --                                                                                            | Ryssland  | Artjom Duda        | Artjom Duda        | $950 000    | [ 28 ]    | 2027      | 2024           | TMU Bold                    |           |           |
| --                                                                                            | Kanada    | Terrell Goldsmith  | Terrell Goldsmith  | $870 000    | [ 29 ]    | 2028      | 2024           | Tri-City Americans          |           |           |
| --                                                                                            | Kanada    | Tomas Lavoie       | Tomas Lavoie       | $872 500    | [ 30 ]    | 2028      | 2025           | Cape Breton Eagles          |           |           |
| --                                                                                            | USA       | Scott Perunovich   | Scott Perunovich   | $775 000    | [ 31 ]    | 2026      | 2025           | New York Islanders          |           |           |
| --                                                                                            | USA       | Nate Schmidt       | Nate Schmidt       | $4 000 000  | [ 32 ]    | 2028      | 2025           | Florida Panthers            |           |           |
| --                                                                                            | Ryssland  | Dmitrij Simasjev   | Dmitrij Simasjev   | $950 000    | [ 33 ]    | 2028      | 2025           | Lokomotiv Jaroslavl         |           |           |
| Forwards                                                                                      |           |                    |                    |             |           |           |                |                             |           |           |
| Nr                                                                                            |           | Namn               | Pos                | Lön 25/26   |           | Kontrakt  | Kom till laget | Kom ifrån                   |           |           |
| 8                                                                                             | USA       | Nick Schmaltz − A  | HF/C               | $8 500 000  | [ 34 ]    | 2026      | 2024           | Arizona Coyotes             |           |           |
| 9                                                                                             | USA       | Clayton Keller − C | VF/HF              | $7 000 000  | [ 35 ]    | 2028      | 2024           | Arizona Coyotes             |           |           |
| 11                                                                                            | Kanada    | Dylan Guenther     | HF/VF              | $9 000 000  | [ 36 ]    | 2033      | 2024           | Tucson Roadrunners          |           |           |
| 15                                                                                            | Kanada    | Alexander Kerfoot  | YF/C               | $3 000 000  | [ 37 ]    | 2026      | 2024           | Arizona Coyotes             |           |           |
| 22                                                                                            | Kanada    | Jack McBain        | C/VF               | $4 750 000  | [ 38 ]    | 2030      | 2024           | Arizona Coyotes             |           |           |
| 29                                                                                            | Kanada    | Barrett Hayton     | C/VF               | $2 650 000  | [ 39 ]    | 2026      | 2024           | Arizona Coyotes             |           |           |
| 38                                                                                            | Kanada    | Liam O'Brien       | VF/HF              | $1 000 000  | [ 40 ]    | 2027      | 2024           | Arizona Coyotes             |           |           |
| 42                                                                                            | Kanada    | Curtis Douglas     | C                  | $775 000    | [ 41 ]    | 2026      | 2024           | Tucson Roadrunners          |           |           |
| 43                                                                                            | Tyskland  | Julian Lutz        | VF                 | $950 000    | [ 42 ]    | 2027      | 2024           | Green Bay Gamblers          |           |           |
| 45                                                                                            | Sverige   | Noel Nordh         | HF/VF              | $865 000    | [ 43 ]    | 2028      | 2024           | Brynäs IF                   |           |           |
| 49                                                                                            | Finland   | Miko Matikka       | HF                 | $870 000    | [ 44 ]    | 2027      | 2024           | Denver Pioneers             |           |           |
| 53                                                                                            | Kanada    | Michael Carcone    | VF/HF              | $775 000    | [ 45 ]    | 2026      | 2024           | Arizona Coyotes             |           |           |
| 56                                                                                            | USA       | Kailer Yamamoto    | HF                 | $775 000    | [ 46 ]    | 2026      | 2024           | Seattle Kraken              |           |           |
| 62                                                                                            | Kanada    | Ben McCartney      | VF                 | $775 000    | [ 47 ]    | 2027      | 2024           | Tucson Roadrunners          |           |           |
| 67                                                                                            | Kanada    | Lawson Crouse − A  | VF/HF              | $4 800 000  | [ 48 ]    | 2027      | 2024           | Arizona Coyotes             |           |           |
| 71                                                                                            | USA       | Sam Lipkin         | VF                 | $850 000    | [ 49 ]    | 2027      | 2024           | Tucson Roadrunners          |           |           |
| 82                                                                                            | Sverige   | Kevin Stenlund     | C/HF               | $2 000 000  | [ 50 ]    | 2026      | 2024           | Florida Panthers            |           |           |
| 92                                                                                            | USA       | Logan Cooley       | C                  | $950 000    | [ 51 ]    | 2026      | 2024           | Arizona Coyotes             |           |           |
| --                                                                                            | Kanada    | Andrew Agozzino    | C/VF               | $775 000    | [ 52 ]    | 2026      | 2024           | San Jose Barracuda          |           |           |
| --                                                                                            | Kanada    | Owen Allard        | C/VF               | $872 500    | [ 53 ]    | 2027      | 2024           | Sault Ste. Marie Greyhounds |           |           |
| --                                                                                            | Kanada    | Cole Beaudoin      | C                  | $975 000    | [ 54 ]    | 2028      | 2024           | Barrie Colts                |           |           |
| --                                                                                            | Ryssland  | Daniil But         | VF                 | $950 000    | [ 55 ]    | 2028      | 2025           | Lokomotiv Jaroslavl         |           |           |
| --                                                                                            | Kanada    | Cameron Hebig      | C                  | $775 000    | [ 56 ]    | 2027      | 2025           | Tucson Roadrunners          |           |           |
| --                                                                                            | Kanada    | Tij Iginla         | C                  | $975 000    | [ 57 ]    | 2028      | 2025           | Kelowna Rockets             |           |           |
| --                                                                                            | Tjeckien  | Michal Kunc        | VF/HF              | $861 000    | [ 58 ]    | 2026      | 2025           | HC Olomouc                  |           |           |
| --                                                                                            | Tyskland  | J.J. Peterka       | YF/C               | $8 000 000  | [ 59 ]    | 2030      | 2025           | Buffalo Sabres              |           |           |
| --                                                                                            | Kanada    | Gabe Smith         | C                  | $872 500    | [ 60 ]    | 2028      | 2025           | Moncton Wildcats            |           |           |
| --                                                                                            | Kanada    | Brandon Tanev      | VF/HF              | $2 750 000  | [ 61 ]    | 2028      | 2025           | Winnipeg Jets               |           |           |
| Positioner: C – HF – VF – YF \| C = Lagkapten; A = Assisterande lagkapten \| = Långtidsskadad |           |                    |                    |             |           |           |                |                             |           |           |

#### Spelargalleri

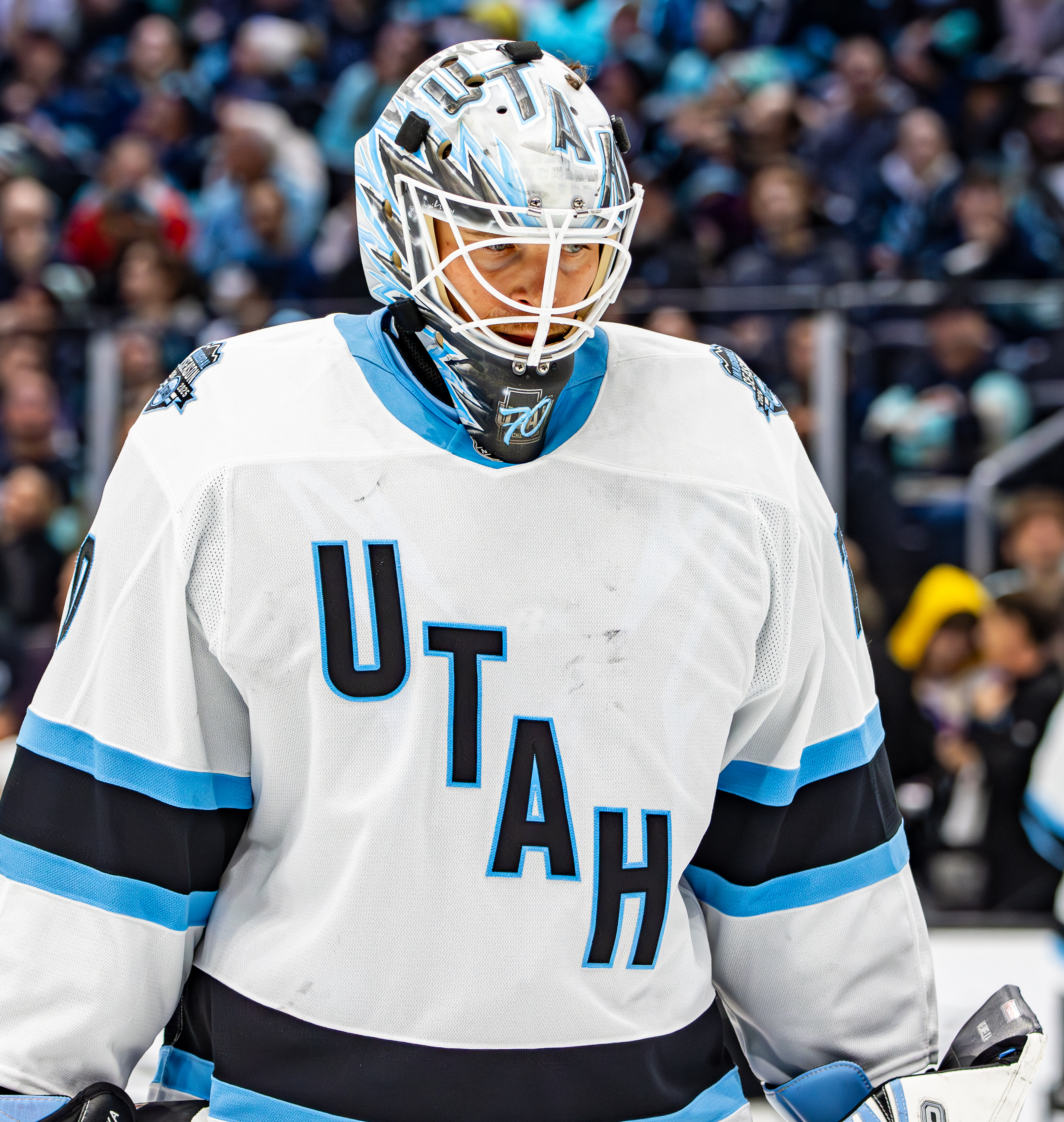
Karel Vejmelka.

## Staben

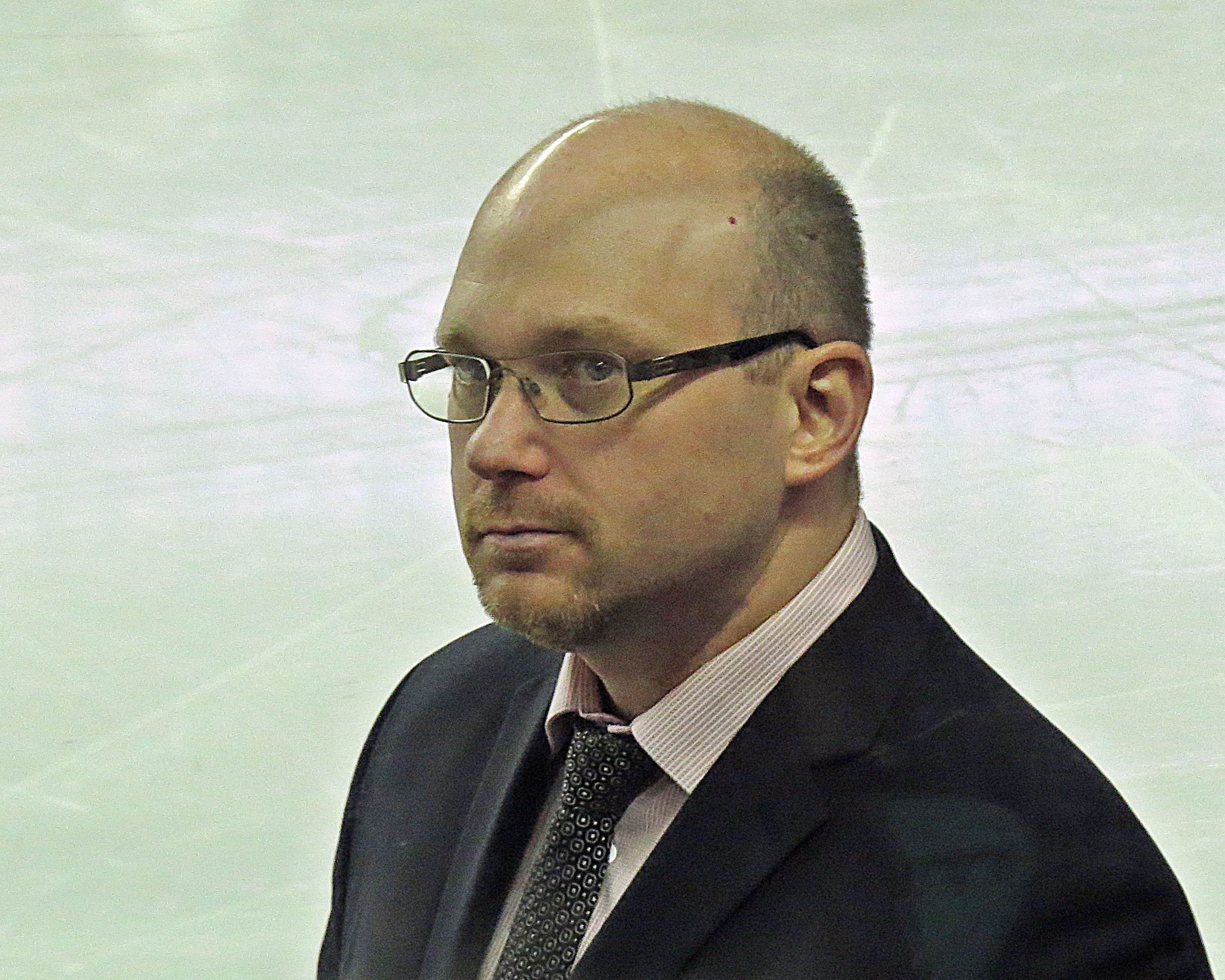
André Tourigny, 2013.

Uppdaterat: 19 april 2024.
| Yrkestitel      | Namn           |
| --------------- | -------------- |
| General manager | Bill Armstrong |
| Tränare         | André Tourigny |

## General manager
Källa: 
| - Bill Armstrong, 2024– |

## Tränare
Källa: 
| - André Tourigny, 2024– |

## Lagkaptener
Källa: 
| - Clayton Keller, 2024– |

## Statistik

### Poängledare
Topp tio för mest poäng i Hockey Clubs/Mammoths historia.

SM = Spelade matcher; M = Mål; A = Assists; P = Poäng; P/M = Poäng per match * = Fortfarande aktiv i Mammoth ** = Fortfarande aktiv i NHL

#### Grundserie
Senast uppdaterad: 8 maj 2025
| Spelare             | SM | M  | A  | P  | P/M  |
| Clayton Keller*     | 81 | 30 | 60 | 90 | 1,11 |
| Logan Cooley*       | 75 | 25 | 40 | 65 | 0,86 |
| Nick Schmaltz*      | 82 | 20 | 43 | 63 | 0,76 |
| Dylan Guenther*     | 70 | 27 | 33 | 60 | 0,85 |
| Michail Sergatjov*  | 77 | 15 | 38 | 53 | 0,68 |
| Barrett Hayton*     | 82 | 20 | 26 | 46 | 0,56 |
| Michael Kesselring* | 82 | 7  | 22 | 29 | 0,35 |
| Kevin Stenlund*     | 82 | 14 | 14 | 28 | 0,34 |
| Alexander Kerfoot*  | 81 | 11 | 17 | 28 | 0,34 |
| Jack McBain*        | 82 | 13 | 14 | 27 | 0,32 |

#### Slutspel
Utah Mammoth har ännu inte spelat något slutspel.

## Svenska spelare
Uppdaterat: 8 maj 2025.

K/A = Varit lagkapten eller assisterande lagkapten, M = Matcher, Må = Mål, A = Assister, P = Poäng, Utv = Utvisningsminuter, SC = Vunnit Stanley Cup
| Utespelare     | Utespelare | Utespelare | Utespelare | Utespelare | Utespelare | Utespelare | Utespelare | Utespelare | Utespelare | Utespelare | Utespelare | Utespelare | Utespelare | Utespelare | Utespelare | Utespelare | Utespelare |
| Spelare        | Pos        | Nr         | K/A        | Från       | Till       | M¹         | Må¹        | A¹         | P¹         | Utv¹       | M²         | Må²        | A²         | P²         | Utv²       | SC         |            |
| -------------- | ---------- | ---------- | ---------- | ---------- | ---------- | ---------- | ---------- | ---------- | ---------- | ---------- | ---------- | ---------- | ---------- | ---------- | ---------- | ---------- | ---------- |
| Kevin Stenlund | C          | 82         |            | 2024       | 2025       | 82         | 14         | 14         | 28         | 40         | 0          | 0          | 0          | 0          | 0          | 0          | [ 64 ]     |

¹ = Grundserie
² = Slutspel

## Första draftval
Källa: 
| År   | Spelare       | Pos. | NHL-lag                      | NHL-karriär |                      |
| ---- | ------------- | ---- | ---------------------------- | ----------- | -------------------- |
| 2024 | Tij Iginla    | C    | (Har ännu inte spelat i NHL) |             | Vald som nummer sex. |
| 2024 | Cole Beaudoin | C    | (Har ännu inte spelat i NHL) |             | Vald som nummer 24.  |